# Democracia de internet
Una definición común de la democracia de internet es la utilización de internet, y otras Tecnologías de la información y la comunicación (TIC), para formar nuevos ideales democráticos y nuevas formas de gobierno a través de "flujo de información de internet, aumentado por cada vez más precipitaciones de datos, constantemente alterando el conocimiento de las personas de los asuntos públicos y más ampliamente las relaciones políticas de los ciudadanos dentro y entre las sociedades." En numerosos casos, los sitios de relaciones sociales, como Facebook, Twitter, WordPress y Blogspot, se utilizan en gran medida para promover la democracia.
Un punto de vista de los investigadores académicos y los observadores es que internet se ha moldeado a la política en un fenómeno global y universal que ayuda a los consumidores (es decir, ciudadanos) en la toma de decisión para conseguir "compradores" más activos de los mensajes políticos y "buenos". Sin embargo, el valor de que internet realmente mejora los procesos democráticos es fuertemente debatido. Muchos estudiosos y observadores populares creen que internet sólo simplemente añade otra vía para que los poderes establecidos, como los magnates mediales, los principales ejecutivos de las corporaciones multinacionales y otras personas pudientes, para influir en los ciudadanos porque se "apropia" de internet y afecta a su uso.
Algunas personas creían que la "democracia de internet" estaba siendo atacada en los Estados Unidos con la introducción de la H.R. 3261, Stop Online Piracy Act (SOPA), en la cámara de representantes de los Estados Unidos. Un escritor del Huffington Post señaló que la mejor manera de promover la democracia, incluyendo el mantenimiento de la libertad de expresión viva, es derrotando Stop Online Piracy Act. Es importante señalar que la ley SOPA fue pospuesta indefinidamente después de grandes protestas que surgieron, incluso por muchos sitios web populares como Wikipedia, que lanzó un apagón sitio en 18 de enero de 2012. En la India, una situación similar se observó a finales de 2011, cuando la ministra de Comunicación de la India Kapil Sibal sugirió que el contenido ofensivo privado puede ser "pre-seleccionados" antes de ser autorizado a estar en internet sin reglas para mitigarla. Sin embargo, las noticias más recientes citan a Sibal como diciendo que no habría restricciones de ningún tipo sobre el uso de internet.